# Joint de transmission
Pour les articles homonymes, voir Joint.

Animation montrant le fonctionnement d'un joint de transmission homocinétique Rzeppa.

Un joint de transmission ou accouplement mécanique est un système mécanique composé de plusieurs pièces mobiles les unes par rapport aux autres, ou déformables, qui permet l'entraînement mutuel de deux pièces tournantes dont les axes de rotation ne sont pas alignés pendant le fonctionnement. En d'autres termes, c'est une liaison qui permet de transmettre la rotation d'un axe à un autre axe mobile par rapport au premier.
Dans le cas le plus fréquent, les arbres que l'on souhaite relier sont concourants et forment entre eux un angle variable. Dans d'autres cas, les arbres ne sont pas parfaitement alignés, mais ils restent parallèles. Enfin, il est possible que les arbres ne soient ni concourants, ni parallèles.
De tels mécanismes sont nécessaires, par exemple, pour entraîner les roues motrices d'un véhicule. Le moteur occupe une position presque fixe par rapport au châssis, il est monté sur des supports élastiques anti-vibration, tandis que les mouvements de la suspension provoquent d'importants déplacements des roues motrices. Ces dernières sont en plus directrices sur les automobiles à traction.

## Homocinétisme

Joint universel de Hooke.

Dans le cas d'un accouplement, si l'arbre moteur tourne d'un nombre entier de tours, l'arbre récepteur en fait autant. Les vitesses moyennes des deux arbres sont égales mais ce n'est pas forcément le cas pour les vitesses instantanées.
Un joint de transmission est dit « homocinétique » si, à tout instant, les vitesses de rotation des deux arbres sont égales.
Il faut cependant noter que l'énergie cinétique n'est pas exactement conservée à cause des frottements, chocs, mouvement de pièces, etc. aussi le terme homocinématique est plus exact qu'homocinétique. L'usage du terme homocinétique est quand même employé par la majorité des personnes compétentes dans le domaine.

## Exemples de joints

### Joints à axes concourants
Le joint de transmission le plus connu est le joint de Cardan. Le joint de Cardan simple présente le gros inconvénient de n'être homocinétique que si les arbres sont alignés, les irrégularités introduites dans la rotation étant d'autant plus importantes que les deux arbres s'éloignent davantage de cette position particulière.
Dans certaines conditions géométriques, une association de deux joints de Cardan (« joint de Cardan double ») assure une transmission homocinétique.
Plusieurs dizaines d'autres systèmes ont été inventés pour garantir une transmission homocinétique :

Accouplement homocinétique TCVJ breveté par Thompson Couplings.

- joint tripode, qui sont utilisés dans l'automobile et qui sont couramment et improprement appelés « joints de Cardan » ;
- joint Tracta, aujourd'hui abandonné, dont le brevet évoque pour la première fois le terme homocinétique ;
- joint Rzeppa (ou à six billes, ou encore joint Lobro) ;
- Thompson Couplings , et son modèle TCVJ pour Thompson Couplings Velocity Joint ;
- joints souples. Dans le cas le plus simple, le montage d'une pièce intermédiaire en caoutchouc entre deux arbres permet la transmission de la puissance en absorbant les chocs et les faibles désalignements. Le plateau en caoutchouc armé est baptisé « Flector » en français. Ce système a notamment été utilisé sur les motos françaises  CEMEC et Ratier dérivées des motos BMW dont les brevets étaient tombées dans le domaine public à titre de réparations de guerre[1]. Toutes ces motos étaient à transmission acatène (sans chaîne) mais les BMW utilisaient un cardan entre la sortie de boîte de vitesses et le couple cônique entraînant la roue en bout AR du bras oscillant. Les accouplements élastiques type Flector sont utilisés dans de nombreux domaines industriels, par exemple en construction navale (entre l'arbre du moteur et l'arbre d'hélice) pour des puissances modérées avec l'avantage de ne pas transmettre à la coque les vibrations du moteur[2].

### Joints à axes parallèles
Le plus connu des joints à axes parallèles est le joint d'Oldham, qui est homocinétique.
La plupart des joints à axes parallèles font intervenir des pièces intermédiaires générant des frottements, ce qui les limite à des puissances ou à des désalignements faibles.

### Joints à axes ni parallèles ni concourants
L'introduction d'une liaison de type glissière sur l'arbre situé entre deux joints à axes concourants permet la réalisation d'un accouplement capable de s'adapter à n'importe quelle situation. Cette complexité peut être évitée tant que les deux axes ne sont ni trop désalignés, ni trop distants : les joints souples sont alors tout à fait adaptés.
On trouve également des accouplements à denture bombée.